# Villiers, Vienne

Villiers este o comună în departamentul Vienne, Franța. În 2009 avea o populație de 819 de locuitori.